# Goudhurst
Goudhurst es una parroquia civil y un pueblo del distrito de Tunbridge Wells, en el condado de Kent (Inglaterra).

## Geografía
Según la Oficina Nacional de Estadística británica, Goudhurst tiene una superficie de 38,92 km².

## Demografía
Según el censo de 2001, Goudhurst tenía 3204 habitantes (49,47% varones, 50,53% mujeres) y una densidad de población de 82,32 hab/km². El 22,88% eran menores de 16 años, el 71,41% tenían entre 16 y 74 y el 5,71% eran mayores de 74. La media de edad era de 37,63 años. Del total de habitantes con 16 o más años, el 27,07% estaban solteros, el 59,89% casados y el 13,03% divorciados o viudos.
El 91,2% de los habitantes eran originarios del Reino Unido. El resto de países europeos englobaban al 2,62% de la población, mientras que el 6,18% había nacido en cualquier otro lugar. Según su grupo étnico, el 96,97% eran blancos, el 0,75% mestizos, el 0,31% asiáticos, el 0,59% negros, el 0,94% chinos y el 0,44% de cualquier otro. El cristianismo era profesado por el 75,54%, el budismo por el 0,59%, el judaísmo por el 0,16%, el islam por el 0,75%, el sijismo por el 0,09% y cualquier otra religión, salvo el hinduismo, por el 0,37%. El 15,88% no eran religiosos y el 6,61% no marcaron ninguna opción en el censo.
1455 habitantes eran económicamente activos, 1393 de ellos (95,74%) empleados y 62 (4,26%) desempleados. Había 1141 hogares con residentes, 32 vacíos y 18 eran alojamientos vacacionales o segundas residencias.